# NGC 1560
NGC 1560 (другие обозначения — UGC 3060, MCG 12-5-5, ZWG 328.6, FGC 71A, PGC 15488) — галактика в созвездии Жираф.
Этот объект входит в число перечисленных в оригинальной редакции «Нового общего каталога».
В NGC 1560 было обнаружено гало, состоящее из звёзд.